# 戈里斯拉維奇 (莫斯季斯卡區)
49°41′58″N 23°0′34″E / 49.69944°N 23.00944°E
戈里斯拉維奇（烏克蘭語：Гориславичі），是烏克蘭西部的村莊，隸屬利維夫州的亞沃里夫區。該村始建於1940年，面積1.24平方公里，海拔高度234米，2001年人口233。